# Виджей
Видже́й (англ. VJ от video jockey — видео-жокей) — человек, который в реальном времени, при помощи специального оборудования, на основе различных, заготовленных заранее визуальных образов и видеофрагментов, под исполняемую музыку подбирает и создаёт визуальные эффекты. В результате этого получается «видеомикс» — абсолютно новое произведение.

## Виджеи-телеведущие

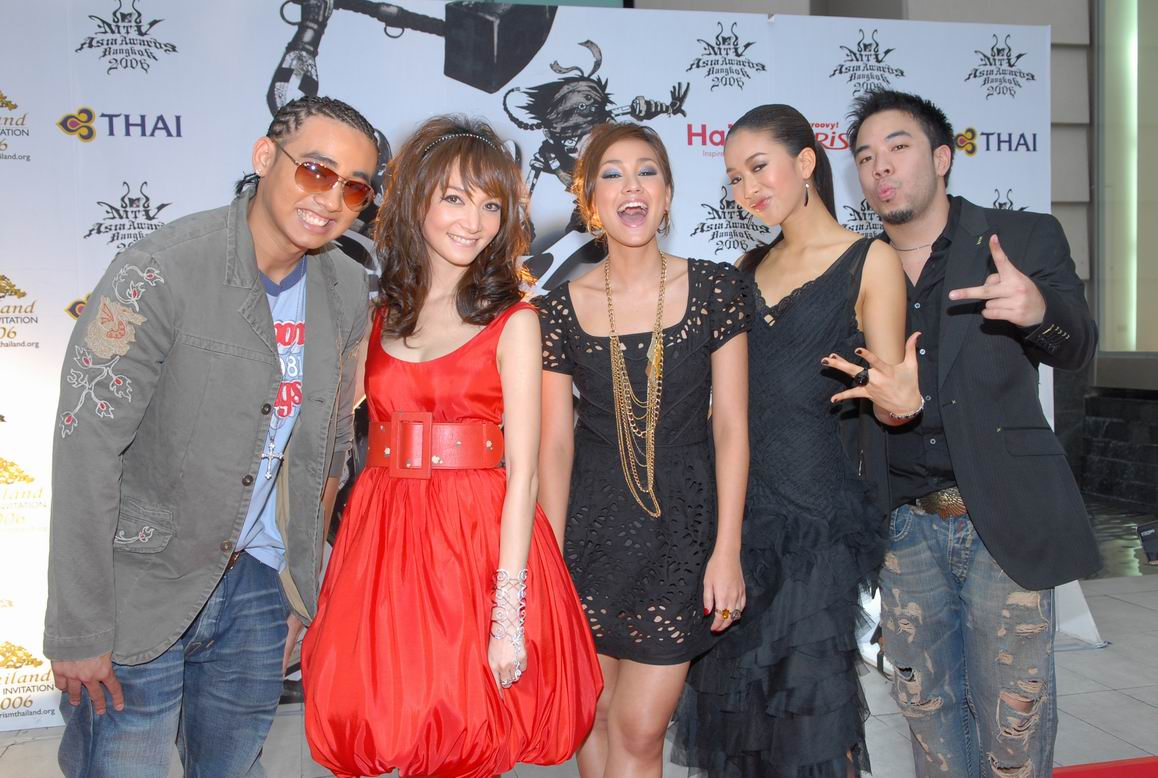
VJ MTV Таиланда: VJ John, VJ Annie, VJ Jane, VJ Nicky и VJ Poom

Название, по аналогии с DJ (диджей), появилось в 1980-х годах на MTV.
Первые «виджеи» понимались как телевизионные диджеи, которые работали в большей степени на музыкальных каналах. Работа такого виджея практически походила на работу DJ на радио. Разница состояла лишь в том, что этот человек воспринимался ещё и визуально, в отличие от диджея, которого не обязательно знать в лицо. Следует отметить, что эфир от такого виджея практически не зависел — список проигрывания составлялся заранее и всё исполнялось по составленному расписанию. По факту виджей обозначало телеведущего новой формации, нового поколения.

## Клубные виджеи
Ещё одна категория виджеев — «клубные»: те, кто работает в клубах и на выставках, смешивает на больших экранах в реальном времени визуальные образы и видеофрагменты, импровизирует, создавая уникальный клубный видеоряд в дополнение к музыкальной теме.

## Виджей в современном искусстве
Третий вариант виджея — это собственно видеохудожник, составляющий с помощью инструментов, которыми оперирует виджей, полноценное художественное произведение.
Отцом виджеинга является кореец Нам Джун Пайк. Одним из наиболее ярких видеохудожников является Питер Гринуэй: художник и кинорежиссёр, ныне виджей и перформансист. Один из наиболее ярких его проектов — «Ночное наблюдение» (Nightwatching): П. Гринуэй выбрал картину Рембрандта «Ночной дозор» (1642), одну из главных голландских картин и уж точно главную из находящихся в Голландии, и рассмотрел его в своём проекте (2007).
Сегодня концепция работы VJ успешно внедряется не только в арт-среде, но и на многих ведущих телеканалах мира. Внедрение виджей практики значительно снижает затраты при подготовке телевещания. Главное, что сегодняшние технологии делают возможным воплощение личного, авторского, эмоционального видения и передачи зрителям настоящего переживания происшедшего.
Виджеинг стал не просто шоу, но и самостоятельным средством и богатым полем для действий художника. Продукты виджеинга сегодня ежегодно рассматривает жюри Каннского кинофестиваля на конкурсной основе наряду с кинопроизведениями.